# Transuranabfall
Transuranabfälle sind eine spezielle Art von radioaktiven Abfällen. Sie entstehen in erster Linie durch Neutroneneinfang in Kernspaltungsreaktoren und einige von ihnen zählen zu den besonders langlebigen und dabei dennoch stark radiotoxischen kerntechnischen Abfällen. Eine Nutzbarkeit ist nur bei wenigen von ihnen gegeben, jedoch wären sie allesamt prinzipiell als Treibstoff für einen mit schnellen Neutronen arbeitenden Kernreaktor geeignet.

## Definition
In den USA werden Transuranabfälle als gesonderte Abfallkategorie geführt. Vom U.S. Department of Energy (DOE) werden sie definiert als „Abfälle, die mit Alphastrahlern der Ordnungszahlen über 92 und Halbwertszeiten über 20 Jahren in Konzentrationen oberhalb von 100 nCi/g (3.700 Bq/g) kontaminiert sind“. Es handelt sich dabei um das majore Actinoid Plutonium und um Isotope der minoren Actinoide Neptunium, Americium, Curium, Berkelium und Californium.

## Bedeutung
Die genannten Radionuklide bilden sich im Brennstoff von Kernreaktoren, sind aber keine Spaltprodukte, sondern entstehen durch Neutroneneinfang mit anschließenden Betazerfällen. Transuranabfälle stammen vorwiegend aus der Wiederaufarbeitung und Plutoniumverarbeitung im militärischen Bereich – um „waffenfähiges“ Plutonium herzustellen, ist es notwendig den Brennstoff „niedrig abgebrannt“ aus dem Reaktor zu entfernen, wobei (im Verhältnis zur erzeugten nutzbaren Wärme) besonders viele minore Actinoide anfallen. Ihre Gefährlichkeit liegt in den schweren Strahlenschäden bei der Aufnahme in den Körper und der Giftigkeit der künstlichen Schwermetalle und ihrer Verbindungen. Ihre langen Halbwertszeiten erfordern die gleiche Langzeitisolation wie andere radioaktive Abfälle mit langer Halbwertszeit. Jedoch kann der Umgang mit ihnen einfacher sein (ohne Manipulationsarme hinter dicken Strahlenschutzfenstern), wenn sie nur Alphastrahlung und keine durchdringende Gamma- und Neutronenstrahlung abgeben. Die Aufnahme in den Körper muss ausgeschlossen werden, zum Beispiel durch Schutzkleidung.

## Minore Actinoide

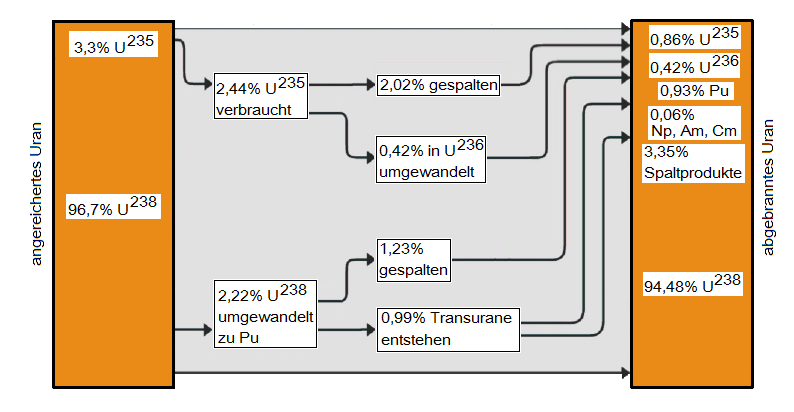
Beim Abbrand eines schwach angereicherten Reaktorbrennelements (links) sinkt der Anteil an U^{235}, neue Elemente entstehen

Minore Actinoide (englisch minor actinides) sind die Actinoide in abgebranntem Kernbrennstoff mit Ausnahme von Uran und Plutonium, die majore Actinoide genannt werden. Die minoren Actinoide sind Neptunium, Americium, Curium, Berkelium, Californium, Einsteinium und Fermium. Ihre wichtigsten Isotope in abgebranntem Kernbrennstoff sind Neptunium-237, Americium-241, Americium-243, Curium-242 bis -248 und Californium-249 bis -252.
Plutonium und die minoren Actinoide sind für einen Großteil der ionisierenden Strahlung und der Hitzeentwicklung in abgebranntem Kernbrennstoff im Zeitraum von 300 bis 20.000 Jahren verantwortlich.
Zur Verminderung der Radiotoxizität wird die Möglichkeit erforscht, die minoren Actinoide mit geeigneten Verfahren wie der Flüssig-Flüssig-Extraktion aus radioaktiven Abfällen zu entfernen (Partitioning). Probleme bereitet dabei die enge chemische Verwandtschaft mit den Lanthanoiden, die eine saubere Abtrennung erschweren. In einem zweiten Schritt, der sogenannten Transmutation, könnten die abgetrennten minoren Actinoide kernphysikalisch in kürzerlebige Spaltprodukte umgewandelt werden.
Die meisten minoren Actinoide sind mit thermischen Neutronen nicht spaltbar und selbst bei jenen, die es wären, lohnt zumeist die Abspaltung der „gewünschten“ Isotope nicht. Zudem sind die verschiedenen Actinoide sich auch chemisch sehr ähnlich, was ihre Abtrennung voneinander erschwert und die Hitzeentwicklung durch Zerfallswärme ist bei „frischen“ abgebrannten Brennelementen derart hoch, dass diese zumeist über Jahre in Abklingbecken gelagert werden, bevor weiter mit ihnen verfahren wird. In dieser Zeit zerfallen auch einige der potentiell spaltbaren Isotope. Americium-241 wird von den restlichen Bestandteilen abgetrennt, da es nach wie vor – vor allem im englischsprachigen Raum – in Rauchmeldern Verwendung findet. Aufgrund der Hitzeentwicklung sind einige Alphastrahler unter den minoren Actinoiden, deren Gammastrahlung gering genug ist um vernachlässigt werden zu können, auch für den Einsatz in Radionuklidbatterien in der Diskussion, vor allem da Plutonium-238, welches für diesen Zweck bisher hauptsächlich Verwendung findet, immer schwieriger verfügbar ist, da es kaum noch produziert wird. Da Isotopentrennung bei Plutonium nicht ökonomisch sinnvoll durchführbar ist, wird Pu-238 für den Einsatz in Radioisotopengeneratoren vornehmlich durch Neutronenbeschuss von Neptunium-237 hergestellt, das zumeist aus abgebrannten Brennstäben gewonnen wird.

## Uran und Plutonium
Zusätzlich zu den minoren Actinoiden und Spaltprodukten bestehen „abgebrannte“ Brennstäbe hauptsächlich aus verschiedenen Isotopen von Uran und Plutonium. Dies sind (absteigend nach Masse) Uran-238, welches sowohl in natürlichem Uran als auch in schwach angereichertem Kernbrennstoff über 90 % der Masse ausmacht, Plutonium-239, das durch Neutroneneinfang aus Uran-238 entsteht und durch thermische Neutronen spaltbar ist, also nach chemischer Abtrennung wieder als „Brennstoff“ verwendet werden kann (MOX-Brennelement). Darüber hinaus fallen Plutonium-240 an, das durch Neutroneneinfang aus Plutonium-239 gebildet wird, wenn es nicht zur Kernspaltung kommt, sowie verbliebenes spaltbares Uran-235 (zumeist in immer noch höherer Konzentration als in Natururan), Uran-234 (Produkt des Alphazerfalls von Uran-238 und unvermeidlich zusammen mit Uran-235 angereichert), Uran-236 (Produkt des Neutroneneinfangs von Uran-235 wenn es nicht zur Kernspaltung kommt) und geringe Mengen Plutonium-241, sowie weiterer Isotope.
Der Sinn von Wiederaufarbeitung des Kernbrennstoffes ist – neben der Trennung der stark von den nicht (einige Spaltprodukte sind stabil oder zerfallen binnen kurzer Zeit zu stabilen Nukliden, darunter auch ökonomisch relevante Mengen an Edelmetallen) oder schwach radioaktiven Stoffen – die Gewinnung von nutzbaren Radionukliden für die Strahlentherapie, industrielle Anwendung, vor allem aber die Gewinnung von Plutonium zur Verwendung in Kernwaffen oder als MOX-Brennstoff (bzw. der verwandte russische Remix Fuel, welcher kernphysikalisch „normalen“ Uranbrennstäben ähnlicher ist und deshalb einfacher zu verwenden ist).
Historisch gesehen wurden die ersten Kernreaktoren sowohl in der Sowjetunion als auch in den USA hauptsächlich zur Produktion von Plutonium verwendet. Die dabei als Koppelprodukt nutzbare Wärme war ein gerne genutzter Nebeneffekt. Allerdings ist die isotopische Zusammensetzung von Plutonium entscheidend: Für den Bau von Atombomben benötigt man möglichst reines Pu-239 mit möglichst geringem Anteil an Pu-240. Da Pu-239 durch Neutroneneinfang (der größte Teil des Pu-239 vollzieht nach Neutronenbeschuss Kernspaltung, aber aus dem Rest entsteht Pu-240) schneller Pu-240 produziert als dieses wiederum zu Pu-241 transmutiert, ist für die Herstellung so genanntem waffenfähigen Plutoniums die Entfernung des Brennstoffes und chemische Abtrennung des Pu-239 notwendig, bevor zu viel Pu-240 entstehen kann. Dieser niedrige „Abbrand“ ist vom Gesichtspunkt der Energieerzeugung ineffizient, da die meisten Kernkraftwerke komplett abgeschaltet werden müssen, um Brennstoff auszutauschen. Daher sind „verdächtig“ häufige Abschaltungen ein Indiz für die Existenz eines Kernwaffenprogramms, das internationale Inspektionen nutzen können.
Plutonium-239 kann auch – als Ersatz für Uran-235 – in „normalen“ Leichtwasserreaktoren, der überwiegenden Mehrheit der im Betrieb befindlichen Kernkraftwerke, als Brennstoff verwendet werden. Hierbei wird das Plutonium chemisch abgetrennt und anschließend mit natürlichem oder sogar abgereichertem Uran zu MOX-Brennelementen verarbeitet. Hierbei ist – anders als bei Bomben – ein höherer Anteil Plutonium-240 tolerierbar. Dieses Verfahren wird standardmäßig in Frankreich, Japan und Großbritannien praktiziert und auch deutsche Kernkraftwerke nutzen MOX-Brenstoff, der jedoch seit Jahrzehnten nicht mehr in Deutschland produziert wird. Da sich allerdings Pu-240 während des zweiten Durchgangs durch den „Brennstoffkreislauf“ in einer Menge anreichert, die dessen Gebrauch als Brennstoff in thermischen Reaktoren unmöglich macht, wird der Plutonium-Anteil abgebrannter MOX-Brennelemente (trotz nach wie vor enthaltener signifikanter Mengen Pu-239), als hochradioaktiver hochgiftiger Abfall entsorgt und nicht wieder verwendet. Eine Verwendung als Brennstoff in Reaktoren mit schnellen Neutronen wäre zwar technologisch denkbar, ist aber derzeit nicht geplant. Da „waffenfähiges“ Plutonium ohne Probleme zu MOX-Brennstoff verarbeitet werden kann, wird im Zuge der Friedensdividende beim Programm „Megatons to Megawatts“ ein Teil der für militärische Zwecke erzeugten Pu-239 Lagerbestände in zivilen Kernkraftwerken „verfeuert“. Plutonium-241 ist spaltbar jedoch relativ kurzlebig (Halbwertszeit 14 Jahre) und zerfällt in das nicht spaltbare minore Actinoid Americium-241 (siehe oben).
Über Jahrtausende bleiben in einer Mischung verschiedener Plutonium-Isotope die jeweils langlebigsten übrig. Zwar sind Plutonium-242 und Plutonium-244 die langlebigsten Isotope dieses Elementes, jedoch kommen sie nur in Spuren in abgebrannten Brennstäben vor. Von größerer Relevanz sind die „mittellebigen“ Isotope Plutonium-239 und Plutonium-240, da sie – je nach Herkunft des Plutoniums in unterschiedlichen Masseverhältnissen – den überwiegenden Teil der Masse ausmachen. Pu-240 hat mit 6500 Jahren nur ca. ein Viertel der Halbwertszeit von Pu-239 mit 24'100 Jahren, sodass es viermal so schnell zerfällt und nach einigen Jahrtausenden aus „nicht waffenfähigem“ Plutonium „waffenfähiges“ Plutonium geworden sein wird. Heute ist noch nicht absehbar, ob zukünftige Generationen ein Interesse an jenen „Plutonium-Minen“ haben werden, die Endlager hochradioaktiver Abfälle somit sein können. Aber auch innerhalb des Zeitraums, für den nukleare Endlager ausgelegt werden, bestehen sowohl Proliferationsrisiken als auch Chancen durch mögliche Nutzungen des Plutoniums zur Stromerzeugung.
Das im Brennstoff enthaltene Uran kann chemisch abgetrennt und anschließend wieder verwendet werden. Hierbei sind Uran-238 und Uran-234 unproblematisch, da sie jeweils durch Neutroneneinfang spaltbares Material „erbrüten“ (man spricht hier von „fertilen“ Nukliden vom lateinischen bzw. englischen Wort für „fruchtbar“). Das Isotop Uran-236 gilt als weniger wünschenswert, da es nur mit geringer Wahrscheinlichkeit ein Neutron einfängt und sehr langlebig ist. In abgebrannten Brennstäben aus Leichtwasserreaktoren ist mehr U-235 vorhanden als in natürlichem Uran, sodass das Uran auch als Ausgangsstoff für weitere Anreicherung verwendet wird. Hierbei ist jedoch zu beachten, dass die Kontamination mit Uran-236 (welches in natürlichem Uran quasi nicht vorkommt) das abgereicherte Uran aus Kernreaktoren zum Beispiel bei der Verwendung in Uranmunition erheblich radiotoxischer macht als abgereichertes Uran, das nicht aus Kernreaktoren stammt. Aus diesem Grund ist die Verwendung abgereicherten Urans aus Wiederaufarbeitung zur Produktion von Munition oder ähnlichem in den USA untersagt.

## Thorium-Brennstoffkreislauf
Befürworter des Thorium-Brennstoffkreislaufes argumentieren mit der geringeren Produktion von Atommüll, verglichen mit der „konventioneller“ Uran-Leichtwasserreaktoren. Dies ist insofern zutreffend, als natürliches Thorium ein quasi zu 100 % aus dem Isotop Th-232 bestehendes Element ist, und der „Weg“ von Th-232 zu besonders schädlichen oder nicht weiter nutzbaren Isotopen von Uran und Plutonium und zu den minoren Actinoiden besonders viele Neutroneneinfänge in Folge erfordert. Da Thorium-232 selbst nicht spaltbar ist, muss der eigentliche „Brennstoff“ erst „erbrütet“ werden. Durch Beschuss von Th-232 mit thermischen Neutronen entsteht über zwei Betazerfälle spaltbares U-233. Ähnlich wie bei U-235 kann es auch beim Kontakt zwischen thermischen Neutronen und U-233 dazu kommen, dass der Kern nicht gespalten wird und stattdessen U-234 entsteht. Das ist jedoch (siehe oben) weit weniger problematisch als U-236, da die Wahrscheinlichkeit des Neutroneneinfangs und die Umwandlung in wiederum spaltbares U-235 deutlich höher ist als bei U-236. Natürlich können aus dem so „erbrüteten“ U-235 weiterhin „problematische“ Nuklide entstehen, ebenso wie dies auch aus dem U-235 in Leichtwasserreaktoren geschieht. Die radioaktiven Spaltprodukte unterscheiden sich zwar nach verwendetem „Brennstoff“ (U-233, U-235, Pu-239), jedoch ist deren Einfluss auf die Radiotoxizität eher vernachlässigbar, so dass der behauptete Effekt der geringeren Produktion stark strahlender Abfälle bei der Verwendung von Thorium sich vor allem auf die dabei anfallenden Actinoide bezieht. Daneben enthält abgebrannter Thorium-Brennstoff signifikante Mengen des zu starken Gammastrahlern zerfallenden U-232, das mit einer Halbwertszeit von unter 70 Jahren allerdings kein langlebiges Radionuklid ist. Die Zerfallsreihe von U-232 benötigt nach dem Alphazerfall von U-232 zu Th-228 und dessen weiterem Alphazerfall (Halbwertszeit unter zwei Jahren) zu Ra-224 nur wenige Tage, um beim stabilen Bleiisotop Pb-208 anzukommen, wobei einige Schritte binnen Sekunden ablaufen. Die Verunreinigung mit U-232 wird gelegentlich von Befürwortern des Thorium-Brennstoffkreislaufs als Argument für den Einsatz von Thorium vorgebracht, da U-232 die (ansonsten prinzipiell mögliche) Herstellung von Atombomben aus U-233 signifikant erschwert und damit – so das Argument – Proliferationsrisiken verringert würden. Als Gegenargument kann angebracht werden, dass Uran-233 eben nicht direkt aus dem Neutroneneinfang von Thorium-232 entsteht, sondern dabei zwei Betazerfälle involviert sind, die zwar binnen Tagen vonstattengehen, aber prinzipiell dennoch die chemische Abtrennung des Zwischenproduktes Protactinium-233 (Halbwertszeit etwas unter 27 Tagen) und über die Zerfallsreihe die Gewinnung isotopisch reinen U-233 möglich wäre.